# Kostaléxis
Kostaléxis (Kostalexis) är en ort i Grekland.   Den ligger i prefekturen Fthiotis och regionen Grekiska fastlandet, i den centrala delen av landet, 150 km nordväst om huvudstaden Aten. Kostaléxis ligger 108 meter över havet och antalet invånare är 397.
Terrängen runt Kostaléxis är varierad. Runt Kostaléxis är det ganska tätbefolkat, med 111 invånare per kvadratkilometer. Närmaste större samhälle är Lamia, 7,7 km nordost om Kostaléxis. Trakten runt Kostaléxis består till största delen av jordbruksmark.